# Blas de Loma Corradi
Blas de Loma Corradi (Sanlúcar de Barrameda (Cádiz) 1825-Alicante, 1902) fue un periodista, poeta y escritor español.

## Biografía
Nació en 1825 en la ciudad de Cádiz. Catedrático de la Escuela de Comercio de Alicante, fue autor de varias obras poéticas y fundador y director de los periódicos alicantinos El Comercio y la Revista de Instrucción Pública (1890). Falleció en Alicante en octubre de 1902 y recibió sepultura en el cementerio de San Blas. En los primeros Juegos Florales celebrados en Alicante en 1883 obtuvo una flor natural. Tiene una calle dedicada en Alicante denominada «calle Poeta Blas de Loma». Antepasado de los periodistas Rafael de Loma y del conocido periodista y escritor José María de Loma (Marbella 1968)